# Netvibes
Netvibes war ein kostenloser, Ajax-basierter Online-Dienst für Startseiten einer gleichnamigen Softwarefirma aus Frankreich. Der Nutzer konnte selbst gestaltete Module wie z. B. RSS-Web-Feeds, E-Mail-Nachrichten, Podcasts, Bookmarks von del.icio.us, Flickr-Fotos und andere dynamische Inhalte auf einer Seite zusammenfassen und per Drag and Drop in Spalten und Tabs ordnen („dashboard personalization“).
Mittels der Netvibes API konnten eigene Module erstellt, bzw. Dienste von Netvibes in andere Webanwendungen integriert werden.
Einer der ursprünglichen Hauptinvestoren war der in Spanien lebende argentinische Unternehmer Martin Varsavsky. Am 9. Februar 2012 kaufte Dassault Systèmes Netvibes.
Der Dienst wurde am 2. Juni 2025 abgeschaltet.